# Династија Камехамеха
Династија Камехамеха или кућа Камехамеха била је владајућа краљевска породица Краљевине Хаваји. Родоначелник династије је Камехамеха I који је и основао краљевину око 1795. године. Династија је замрла смрћу Камехамехе IV 1872. и Луналиле 1874. године. Краљевство ће постојати још 21 годину, односно до 1893. када је дошло до свргавања династије Калакауа.

## Порекло династије
Династија Камехамеха потиче од родоначелника Кеоуа Каланикупуа икаланинуија који је био свети, отац Камехамеха I и од краљевског двора његовог брата Каланипупуа који је касније постао краљ и дао свога бога рата Ку-ка-или-моку Камехамеха I и он је освајањем постао краљ, ујединивши сва Хавајска острва у једно краљевство под његовом неподељеном влашћу. Отац Каланипуа био је Каланинуиʻиамамао, а отац Кеоуа Каланикеʻеаумоку, обојица синови Кеавеʻикекахиалиʻиокамокуа.  Они су делили заједничку мајку Камакаʻимоку. Оба брата су служила Алапаʻинуи, владајућем краљу острва Хаваји у то време.  Савремена хавајска генеалогија примећује да Кеоуа можда није био Камехамехин биолошки отац, а да је Кахекили II могао бити стварни отац те фигуре. Али званични родослови поглавара  као и владара  потврђују да је Кеоуа био прави отац. Мајка Камехамехе I била је Кекуиапоива II, унука Кеавеа.
Традиционално меле (појање-певање) Кеаке, супруге Великог Алапаи, указује на то да је Камехамеха I рођен у месецу икува (зима) или око новембра. Алапаи је дао дете Камехамеху својој супрузи Кеаки и њеној сестри Хакау на чување након што је владар сазнао да је дечак живео. Самуел Камакау пише у свом новинском чланку: „Било је то током рата међу поглаварима Хаваја који је уследио након смрти Кеавеа, поглавице над целим острвом (Ке-аве-и-кекахи-алиʻи-) о-ка -моку) да се рађам ја Камехамеха“. Међутим, његово опште датирање је доведено у питање. Абрахам Форнандер у својој публикацији „Извештај о полинезијској раси: њихово порекло и миграције“ пише: „Камехамеха је имао више од осамдесет година када је умро 1819. Дакле, његово рођење би било између 1736 и 1740, вероватно ближе првом од. „другом". „Кратка историја хавајског народа“, Вилиам Де Вит Алекандер, наводи датум рођења као 1736. у Хронолошкој табели догађаја у хавајској историји“. Звало би се Паиеа, али узмите име Камехамеха, што значи „усамљени“ или „окупирани“.
Каланиʻпупу, стриц младог Камехамехе, подигао га је након очеве смрти. Каланиʻпупу је владао Хавајима, као и његов деда Кеаве. Имао је известан број саветника и свештеника. Када је владар сазнао да поглавари планирају да убију дечака, рекао је Камехамехи: „Дете моје, чуо сам тајне жалбе шефова и њихово мрмљање да ће те одвести и убити, можда ускоро. Док сам жив они се плаше, али кад умрем, одвешће те и убит ће те. „ Саветујем ти да се вратиш у Кохалу". „Предајем те Богу; ту је твоје богатство.

## Камехамеха I, оснивач Краљевине Хаваја
Након Каланиопуове смрти, у априлу 1782. године, најстарији син Кивалао би заузео очево место као прворођенче и владао острвом, док би Камехамеха имао верску власт. Кивалао је дошао је на власт на острву Хаваји, али бројни поглавари подржали су Камехамеха I и убрзо је избио рат за свргавање Кивалаоа. У бици код Мокуохаија на Кони Кивалао је погинуо. 1783.-1795. Након бројних битака (уз помоћ страних саветника и наоружања (почев од 1788), захваљујући ерупцији Килауе, која је убила непријатељску војску у Кау (пустињи) (1790), и грађанским сукобима вођа (1794)) Камехамеха је успео да завлада већином главних острва и да успостави сопствену династију.
Камехамеха I имао је много жена, али две су имале највише поштовање. Кеопуолани је била највише рангирана, и мајка његових синова Лихолихоа и Кауикеаоулиа. Каахуману му је био најдража. Камехамеха I је умро 1819. године, а његов син Лихолихо постао је следећи краљ.

## Изумирање династије
Краља уједињеника наследио је његов син Камехамеха II, који је, међутим, владао само 5 година, када је изненада преминуо током државне посете Енглеској због оспица. Његов тада једанаестогодишњи брат, Камехамеха III, попео се на престо и владао мање од 30 година, најдуже од свих хавајских краљева. Пошто није имао мушког потомства, пошто су му оба сина умрла у детињству, на престо је ступио његов нећак као Камехамеха IV. Ни он није имао потомство, па је после његове смрти последњи краљ династије постао његов брат као Камехамеха V. И он је умро без легитимних потомака, а није чак ни именовао могућег наследника. Стога је о будућем краљу одлучивала влада према краљевском уставу. Кандидати за краља били су једина двојица мушких рођака преминулог краља. Први је био краљев рођак Виллиам Луналило, а други Давид Калакауа.
Будући да је Калакауа био конзервативнији од Луналило, који је био либералнији и такође популарнији, краљев избор пао је на Луналила. Давид Калакауа је прихватио овај избор. Међутим, краљ Луналило није дуго владао. После годину дана и 25 дана владавине, умро је од туберкулозе, а да, попут Камехамехе V, није имао потомака нити је именовао наследника. Тако је Калакауа, претходно неуспешни кандидат, изабран за краља Хаваја. Када је умро без потомака, његова сестра Лилиуокалани постала је краљица, под чијом су влашћу Краљевину Хаваји окупирале Сједињене Америчке Државе.
Краљевина Хаваји је тако преживела од изумирања династије Камехамеха само до 1893. године, односно до њеног свргавања падом династије Калакауа.

## Симболи династије
Грб Краљевине Хаваји, краљевски монограм и државна застава 8 водоравних поља, су симболи 8 насељених острва Хавајског архипелага. До свргавања династије и губитка суверенитета 17. јануара 1893. године, упадом америчких маринаца у краљевски двор и заточењем краљице Лилиуокалани, краљевина Хаваји је имала преко 90 конзулата и дипломатских представништава широм света.